# Запорожско-крымский договор (1624)
Запорожско-крымский договор 1624 — первый из известных договоров о взаимном ненападении и военно-оборонительный союз между Войском Запорожским и Крымским ханством.
Заключен в форме обязательственных писем 24 декабря 1624 на днепровском острове Карайтебен во время пребывания на Запорожье калги-султана Шагин-Гирея, который с войском шел походом на Белгородскую орду.

## Положения договора
Сохранился текст договора, изложенный на польском языке в присяжном письме, написанном от имени калги-султана Шагин-Гирея гетману Михаилу Дорошенко, есаулам и всему Войску Запорожскому. Казаки подали аналогичное письмо Шагин-Гирею. Согласно договору обе стороны обязывались, во-первых, не причинять друг другу никаких «обид», «шкод» и «зла», а также применять суровые наказания к нарушителям мира — подчиненных своей власти людей. Во-вторых, в случае вооруженного нападения на одного из участников договора другой должен был предоставить ему военную помощь всеми имеющимися силами. Правовая специфика договора заключалась в том, что его подписал не хан (Мехмед III Герай), а калга-султан (брат хана — Шагин-Гирей), поэтому он не был обязательным для выполнения ханом, и, кроме того, его действие устанавливалась лишь на время жизни Шагин-Гирея. Неэффективность договора сказалась уже осенью 1625, когда во время восстания казаков под предводительством М. Жмайла польские коронные войска развернули наступление на запорожцев, но последние так и не получили помощи от своего союзника. 

## Значение договора
В то же время договор знаменовал качественно новый момент в дипломатической практике запорожцев. Сам факт его заключения означал признание Войска Запорожского субъектом межгосударственных отношений. Этот договор показал также попытки запорожцев завоевать политическую автономию от метрополии — Речи Посполитой. Но самым главным было то, что договор начал практику союзных отношений с Крымским ханством, которая со временем была углублена Богданом Хмельницким.